# Bataille de Mossoul (2004)
Pour les articles homonymes, voir Bataille de Mossoul.
Guerre d'Irak
La bataille de Mossoul est une bataille de la guerre d'Irak survenue en 2004 pour la capitale du gouvernorat de Ninive, dans le nord de l'Irak, qui a eu lieu parallèlement à des combats dans Falloujah.